# 運用管制官
運用管制官（うんようかんせいかん、英語: Flight controller）は、NASAのミッションコントロールセンターやESAの欧州宇宙運用センターなどのミッションコントロールセンターで働く、宇宙飛行を支援する人員である。運用管制官は、コンピューターコンソールを操作し、テレメトリーを使用して宇宙ミッションのさまざまな技術的支援をリアルタイムシステムで監視する。各管制官は特定分野の専門家である。「バックルーム」では専門家が管制官のサポートを行う。運用管制官を率いるフライトディレクターは、運用管制官のチームの活動を監視し、成功と安全性に対して全体的な責任を負う。
この記事では、主にヒューストンのジョンソン宇宙センター（JSC）にあるNASAのフライトコントローラーについて説明する。

## NASAの運用管制官
運用管制官が働く部屋は、ミッション運用管理室（MOCR、"moh-ker"「モーカー」と発音）と呼ばれ、現在はフライトコントロールルーム（FCR、"ficker"「フィッカー」と発音）と呼ばれている。管制官は個々のシステムの専門家であり、責任のある分野を含むフライトディレクターに推奨を行う。また状況に応じて、どの管制官も中止を要求できる。重要なイベントの前に、フライトディレクターは「部屋を周回」し、各管制官に合否の決定をポーリングする。これは、発射ステータスチェックとも呼ばれる手順である。すべての要因が良好である場合、各管制官は実行を要求しますが、問題がある場合、各管制官は保留または中止を要求します。これの別の形式は、宇宙船が操縦を完了し、宇宙船、地球または月の周回、または月面着陸を含む別の物体との関係で「駐機」したときの「滞在/滞在なし」である。
MOCR / FCRのコントローラーは、「バックルーム」、建物の他の部分、または遠隔施設にある運用管制官のチームによってサポートされている。バックルームは、以前、スタッフサポートルーム（SSR）と呼ばれていたが、現在は多目的サポートルーム（MPSR、"mipser"「ミプサー」と発音）と呼ばれている。バックルームの運用管制官は、割り当てられたシステムの詳細と、そのシステムに必要なアクションの推奨事項を作成する責任がある。
「フロントルーム」運用管制官は、フライトコントロールチームの他のメンバーと協力して、その計画が必ずしも最善の方法であるとは限らない場合でも、まとまりのある行動計画を作成する責任がある。彼らが担当するシステム、MCCの指揮系統内で、情報と推奨事項は、バックルームからフロントルーム、フライト、そして場合によっては機内の乗務員にも供される。
一般に、MOCR / FCRフライトコントロールチームは、SSR / MPSRよりも経験豊富な運用管制官で構成されていますが、上級フライトコントローラーは定期的にバックルームでサポートするために戻ってくる。このシステムの有用性の一例は、「1202」と「1201」のプログラムアラームがLMから来たときに、アポロ11号の月着陸船イーグルの降下中に発生した。GUIDOのスティーブ・ベールズは、中断を要求するかどうかわからないが、ガイダンスバックルームの専門家ジャック・ガーマンは、特に問題はコンピューターの過負荷であると彼が言ったことを信頼し、断続的である場合は無視できるとベールズは「Go！」と呼び、フライトディレクターのジーン・クランツはその呼びかけを受け入れ、ミッションは成功を続けた。バックルームのサポートがないと、管制官は、コンソール上の人がすぐに利用できないメモリや情報に基づいて、間違った電話をかける可能性がある。今日の国際宇宙ステーション（ISS）では24時間年中無休のサポートにチーム全体が必要になることはない。FCRの運用管制官は、ほとんどの場合MPSRのサポートがない場合の運用の責任を負い、MPSRには、シャトル/ ISSの共同ミッションなどの高負荷な活動期間にのみスタッフが配置される。
FCRおよびMPSRの運用管制官は、建物の他の部分または遠隔施設のハードウェアおよびソフトウェアの設計者、アナリスト、エンジニアリングスペシャリストによってさらにサポートされている。これらの拡張サポートチームには、より詳細な分析ツールがあり、フライトコントロールチームがすぐにアクセスできない開発およびテストデータにアクセスできる。これらのサポートチームは、ミッションコントロールの部屋の名前であるミッション運用統合室（英語: mission operations integration room（MOIR））で呼ばれ、現在は、今の場所の名前であるミッション評価室（英語: mission evaluation room（MER））で総称されている。運用管制官とそのバックルームはリアルタイムの意思決定を担当しますが、MOIR / MERは長期的な問題を解決するために必要な詳細なデータと履歴を提供する。
無人宇宙ミッションにも運用管制官がいるが、深宇宙ミッションの場合はジェット推進研究所またはジョンズ・ホプキンズ大学応用物理研究所、または近地球ミッションの場合はゴダード宇宙飛行センターのいずれかの別々の組織から管理される。
各運用管制官には、ポジションの責任を説明する固有のコールサインがある。ミッションは24時間体制で管理されており、シフトが変わるたびに別の人がコンソールを引き継ぐため、コールサインと責任は人だけでなく特定のコンソールを指す。
運用管制官の責任は時間とともに変化し、進化し続けている。新しい管制官が追加され、タスクは他の管制官に再割り当てされて、技術システムの変化に対応する。例えば、EECOMは、後にINCOと呼ばれる新しい位置に割り当てられたアポロ10号を介して命令とサービスモジュールを介して通信システムを処理した。

### 責務
運用管制官は、ミッションの成功と、監視下にある宇宙飛行士の生活に責任がある。運用管制官の信条は、「突然かつ予期せずに、自分のパフォーマンスが最終的な結果をもたらす役割に自分自身を見つける可能性があることを常に認識しておく必要がある。」と述べている。

## 運用管制官の役割

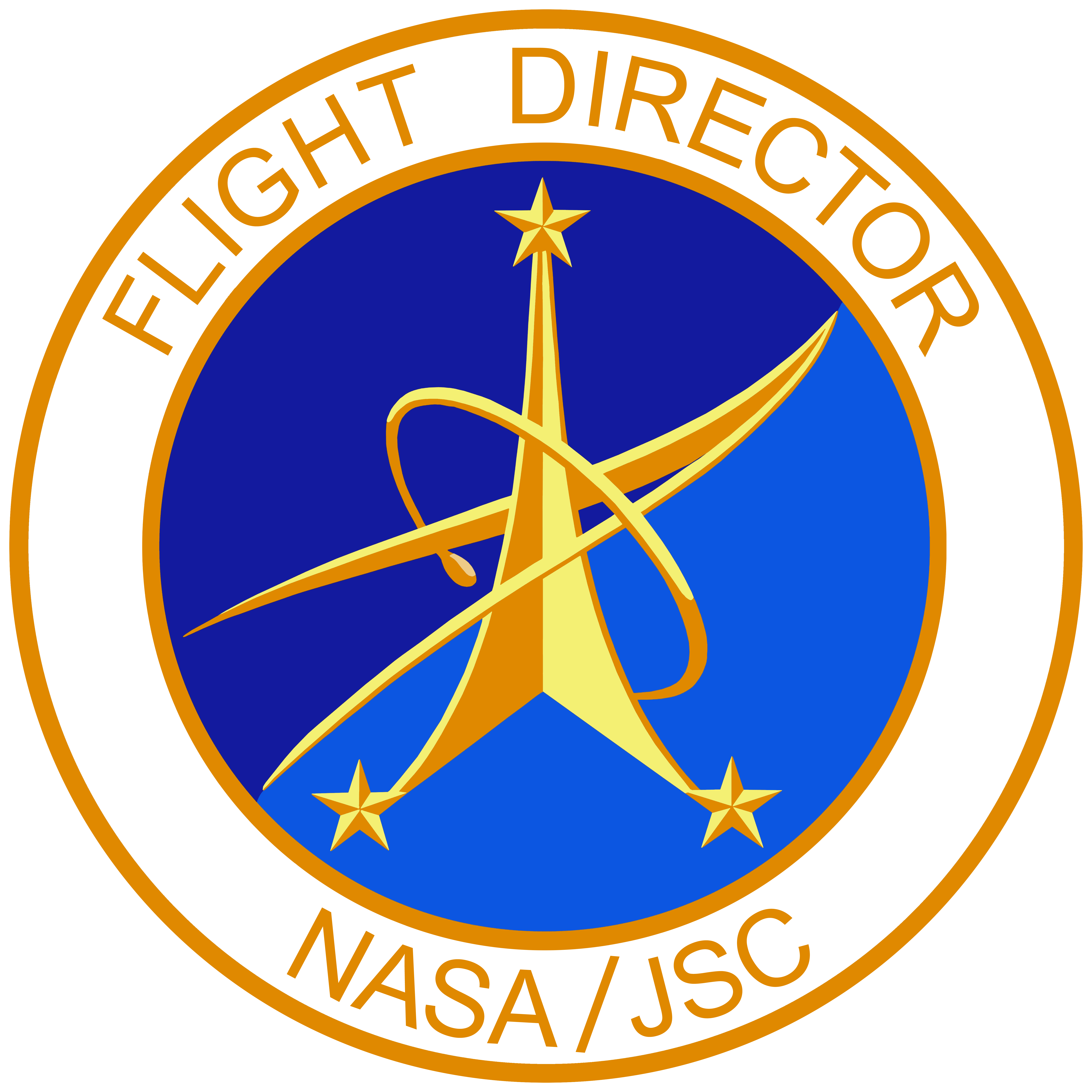
JSCでのフライトディレクターの記章

すべての宇宙船の運用管制官チームで同じ機能を果たし、今後も果たすポジションがいくつかある。それらの役職に就く個人のグループは異なる場合があるが、それらは同じものと呼ばれ、同じ機能を果たす。

### フライトディレクター

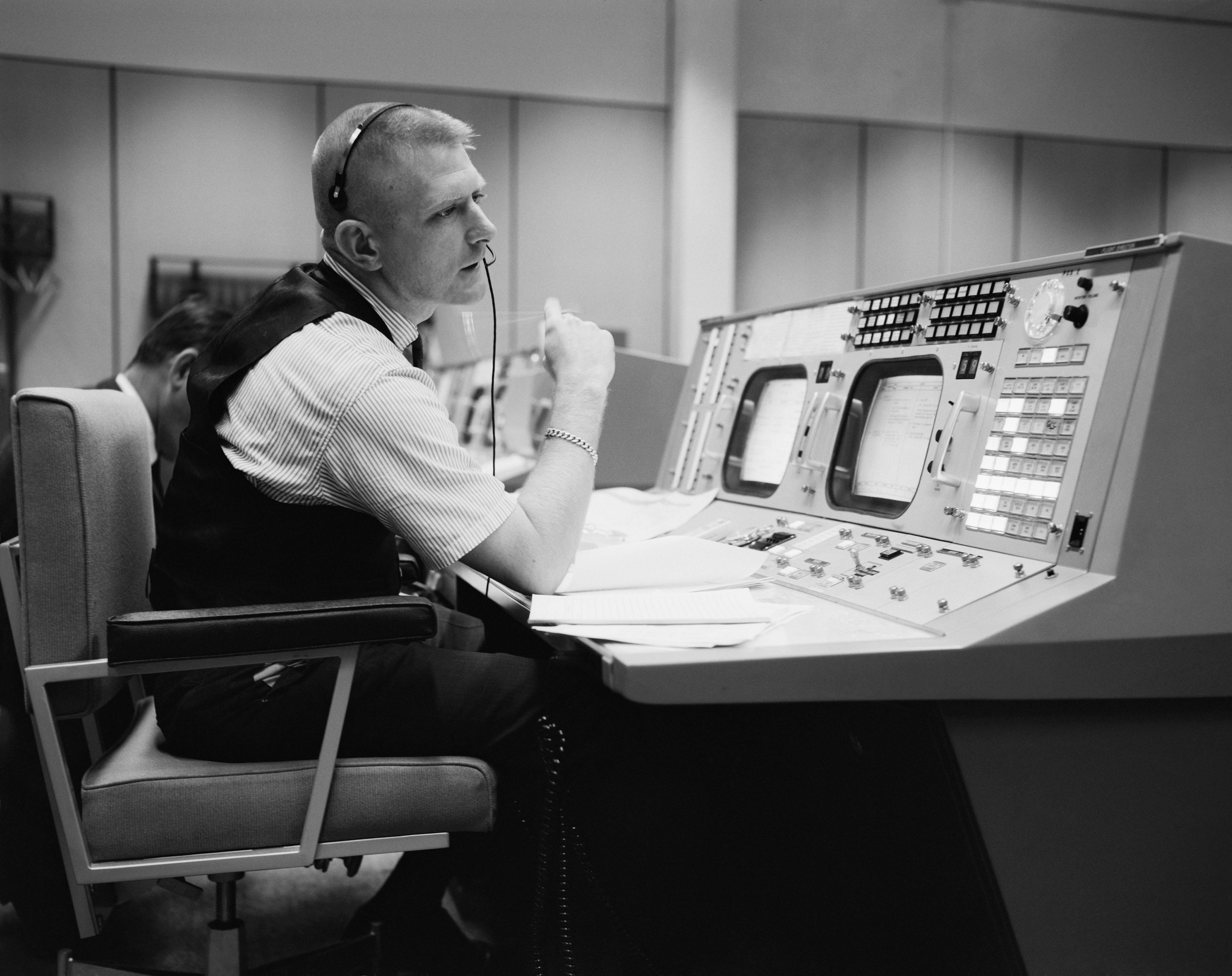
1965年5月30日、ヒューストンのミッションコントロールセンターのミッションオペレーションコントロールルームで監視するNASAのチーフフライトディレクターのジーン・クランツ。

フライトディレクター（英語: Flight director）は、運用管制官チームを率いている。飛行は、任務とペイロード操作、および安全で適切な飛行に関するすべての決定に対して全体的な運用責任を負う。フライトディレクターは全ての運用管制官を監視し、 "loops"「ループ」と呼ばれるインターコムチャネルを介して常に口頭でコミュニケーションを行う。

### 飛行運用局
飛行運用局（英語: Flight operations directorate (FOD)）は、JSCの上級管理職の代表であり、フライトディレクターの飛行の安全性に影響などには関与しないが、コストや一般の認識に影響を与える可能性のある決定を下すのを支援するために存在する。 FODは、ミッション中にフライトディレクターを却下することはできない。 2014年8月以降、フライトクルー運用局（FCOD）がMODに統合されたとき、以前のミッション運用局（MOD）の位置はFODに名前が変更された。

### 宇宙船コミュニケーター
一般的に、宇宙船コミュニケーター（英語: Spacecraft communicator (CAPCOM)）のみが、有人宇宙飛行の宇宙飛行士と直接通信を行う。頭字語は、宇宙船が元々 "capsule"「カプセル」と呼ばれていたマーキュリー計画にまでさかのぼる。 NASAは、宇宙飛行士とのすべての通信が、ミッションコントロールセンター内の1人の個人を通過することが重要であると感じた。その役割は、最初にカプセルコミュニケーターまたはCAPCOMに指定され、別の宇宙飛行士が担当した。多くの場合、バックアップクルーまたはサポートクルーのメンバーの1人が担当している。NASAは、宇宙飛行士が宇宙船の状況を最もよく理解し、最も明確な方法で情報を渡すことができると信じている。
長期間のミッションでは、複数のCAPCOMがおり、それぞれが異なるシフトチームに配置されている。1960年代初頭に米国の宇宙飛行の制御がジョンソン宇宙センターに移された後、各CAPCOMは無線のコールサイン”ヒューストン”を使用しました。非宇宙飛行士が宇宙船と直接通信しているとき、CAPCOMは通信管制官として機能する。
2011年の時点で、シャトルプログラムの終了時に宇宙飛行士隊の規模が縮小しているため、CAPCOMの任務を遂行できる宇宙飛行士が少なくなっている。そのため、宇宙飛行訓練および運用管制官部門の非宇宙飛行士もISSミッション中にCAPCOMとして機能するが 、その役割はアポロとシャトルのミッションのために宇宙飛行士によってのみが担当した。宇宙飛行士は、ドッキングやEVAなどの重要なイベントの間もCAPCOMのポジションにいる。
火星への有人火星ミッションの可能性に関連して、NASAエイムズ研究センターはCAPCOMの自動化の可能性をテストするために、宇宙飛行士と遠隔科学チームのための高度なコンピューターサポートのフィールドトライアルを実施した。

### 航空医
航空医（英語: Flight surgeon）は、ミッション中のすべての医療活動を指揮する。テレメトリーを介して乗務員の健康状態を監視し、乗務員の相談に乗ります。またその状況をフライトディレクターにアドバイスする。宇宙飛行士と航空医の間にはプライベート通信チャネルがあり、医師と患者の機密性を保持することができる。

### 広報担当官
広報担当官（英語: Public affairs officer (PAO)）は、宇宙船から地上との通信と飛行制御操作を補足し、ニュースメディアと一般の人々にミッションを解説を提供する。この役割を果たしている個人は、しばしば口頭で「ミッションコントロールの声」と呼ばれる。